# Референц-эллипсоид Красовского
Эллипсо́ид Красо́вского — референц-эллипсоид земной поверхности, форма и размеры которого были вычислены советским геодезистом А. А. Изотовым и который в 1940 году назван именем Ф. Н. Красовского. Центр референц-эллипсоида Красовского совпадает с началом референцной системы координат, ось вращения эллипсоида параллельна оси вращения Земли, а плоскость нулевого меридиана определяет положение начала отсчёта долгот. Одно из вторых приближений фигуры Земли (первое приближение — шар).

## История
Одни из первых определений параметров сжатия, тогда ещё сфероида, принадлежат Пьеру-Симону Лапласу. Расчёты были выполнены на рубеже XVIII-XIX веков по неравенствам движения Луны.
В начале XIX века были проведены ряд измерений на дуге Струве (Русская дуга), Англо-французской и Английской дуге в Вест-Индии. Измерения на русской дуге были чрезвычайно сложны и точны, проводились 39 лет в период с 1816 до 1855. Результатом этих измерения стал прогноз Струве, о фигуре Земли. И первая широкозональная система координат, на основе которой производились все картографические работы центральной части Российской Империи и СССР.
С 1841 по 1946 годы в русской и советской геодезии и картографии был принят эллипсоид Бесселя, который давал особенно хорошие результаты для территории Европы.
В 1862 положено начало будущей Международной Ассоциации геодезии (IAG) подписями 16 европейских государств, в том числе России, под планом выполнения трансграничных градусных измерений в Европе. Автором плана был прусский геодезист И.Я. Байер и определяющую роль в его разработке сыграло общение в 1857 году с В.Я. Струве по предмету измерения международной дуги параллели от Ирландии до Урала.
В начале XX века, в период промышленного подъёма, уже в СССР возникает необходимость картографирования восточных территорией. Под руководством Ф. Н. Красовского на основании исследований Струве и Лапласа проектируется и начинается создание геодезической сети СССР.
В 1936 году в районе города Красноярска были соединены общими пунктами две АГС: Пулковская (СК32) и Свободненская (СК35), — в результате чего получили сравнение. При получении в наземных измерениях триангуляционных сетей довольно высокой точности, отклонения оказались существенными (-270м, +790м). Кроме этих двух систем, точно по таким же принципам выбора и ориентирования начальных исходных данных, использовались в разных регионах и другие Магаданско-Дебинская, Петропавловская, Ташкентская системы координат. В них также применялся эллипсоид Бесселя с его параметрами и размерами. Абсолютные высотные координаты также исходили от различных уровенных поверхностей, рядом соседствующих с ними морей от Балтийского до Японского, а также Чёрного, Каспийского и Охотского.
В 1937 году были собраны сведения по всем имеющимся полигонам астрономо-геодезических сетей и сформированы каталоги координат.
Таким образом к началу 1940-х была проложена дуга от Центральной части СССР до Тихого океана.
В 40-х годах XX столетия выполняются колоссальные по объёму работы по уравниванию общей астрономо-геодезической сети СССР с количеством пунктов — 4733, 87 полигонами и протяженностью порядка 60 тысяч км.
Результатом исследования (вычислений) стал эллипсоид им. Красовского. Прогноз Струве подтверждается: во 2-м приближении Земля имеет форму эллипсоида. Отклонения в координатах пунктов между Пулковской (СК-32) и Свободненской (СК-35) системы на величину близкой к 800 метрам, на расстояния в 7000 км привели к определённым предположениям. Несоответствия параметров эллипсоида Бесселя, определённых в 1841 году, за 100 лет до фактических результатов советских исследований, в значениях большой полуоси составило 845м.
Основной объём работ по вводу в стране Eдиной cистемы координат (1942 год) выполнялся Министерством обороны.
В конце 40-х — начале 50-х годов руководством страны перед военными и гражданскими топографами была поставлена сложная задача картографирования в масштабе 1:100 000 районов Дальнего Востока и восстановление и дальнейшее развитие государственных геодезической, нивелирной и гравиметрической сетей в районах, подвергшихся оккупации.
В середине 1950-х в виду развития космической отрасли и появление нового вида оружия изменяются требования к содержанию и виду астрономо-геодезических и гравиметрических данных, что приводит к возникновению новых видов топогеодезических данных: параметров земного эллипсоида и гравитационного поля Земли, значений ускорений силы тяжести и уклонений отвесной линии, параметров геодезической связи между континентами. Возникает необходимость в навигации космических аппаратов: Молоденский М.С предлагает, новый геофизический метод определения фигуры Земли, отличный от метода дуги Струве и новое определение — квазигеоид.
В это же время создаётся сплошная сеть геодезический и геофизических пунктов на территории СССР (включая нефтегазовые провинции восточной Сибири  и малоосвоенные районы севера Сибири и Дальнего Востока). Основная часть работ окончена к середине 1970-х. Параллельно создаётся гражданская Система Координат 1965 года и ведутся гравиметрические исследование с помощью НИС практически по всему Мировому океану. Теория  Молоденского М.С подтверждается, выявляется, что математический центр эллипсоида не соответствует центру масс Земли, а поверхность Земли крайне неоднородна. Вводится понятие референц-эллисоида.

## Системы координат основанные на референц-элипсоиде им. Красовского
На референц-эллипсоиде Красовского основаны ряд систем координат (датумов): СК-42 (Пулково 1942), СК-63, СК-95 и УСК-2000, используемые на Украине, в Сомали, Вьетнаме (Hanoi 1972) и в прошлом использовавшиеся в СССР, России и некоторых других странах.

### Система Координат 1942 (геодезическая)
СК-42 утверждена постановлением Совета Министров № 760 и введена с 1946 года для выполнения работ на всей территории СССР. Неразрывно связанна с Астрономо-геодезической сетью.
По своей геометрической сути СК42 является поперечно-цилиндрической проекцией эллипсоида Красовского. C 6-ти градусными зонами. Поэтому СК-42 можно ещё назвать прямоугольной зональной системой координат. Она предусматривает проецирование каждой из шестидесяти зон отдельно. Для того что бы избежать ненужных отрицательных значений по ординатам, ординату осевого меридиана каждой зоны принимают равной 500000 м. СК-42 явилась основой для всех первых космических запусков.

### Система Координат 1963 (картографическая)
На смену СК-42 пришла система СК-63. Неразрывно связанная с Советской системой разграфки и номенклатуры топографических карт. Координаты пунктов геодезической сети в СК-63 являются вторичными по отношению к их координатам в СК-42 и могут считаться всего лишь специфической формой представления. Пересчёт координат из СК-42 в СК-63 проводится методом преобразования координат из СК42 (x, y) в геодезические координаты на эллипсоиде Красовского (B, L), а затем в координаты в СК63 (x, y). Аналогичная схема пересчёта применяется и при обратном преобразовании. Прямых ключей перехода не существует. При вводе системы в эксплуатацию были изданы специализированные каталоги, содержащие формулы искажения, имеющие гриф "секретно".
Так как долготы центральных меридианов и сдвиги по широте для разных районов СК63 не равны друг другу, районы СК-63 по краям незначительно накладываются друг на друга (в пределах менее размеров одинарной карты 1:100 000). Координаты точки в СК-63 могут принадлежать сразу нескольким районам. 
Зона применения СК63 - территория бывшего СССР, части прилегающих к советской территории морей и ближайшего приграничья. Причём, как правило, картографические и геодезические материалы в СК63 на зарубежную территорию и на отдалённые (более чем помещается на номенклатурной километровой карте) от берега части Мирового океана, Каспийского моря и т.п. не создаются.
Система плоских прямоугольных координат 1963г (СК-63). Применялась на территории Советского Союза и части прилегающих к ней территорий. В качестве референц-эллипсоида для СК-63 использовался эллипсоид Красовского,не имеющий никакого сдвига или поворота относительно осей. В качестве системы высот — Балтийская система высот, высота в СК63 равна высоте в СК42.
Предназначалась для построения топографических карт гражданского назначения. В СК-63 были созданы крупномасштабные топографические планы с использованием трёхградусных и шестиградусных зон, разграфка и номенклатура листов которых отличались от СК-42. Также СК-63 отличалась от СК-42 тем, что использовалось региональное блочное устройство (в дальнейшем местные системы координат МСК-СРФ), т.е Границы зон совмещены с административными границами. Вся территория страны разделена на отдельные регионы, каждому из которых соответствует определённая прописная буква латинского алфавита (за исключением N, O, Z). Взаимное расположение и конфигурация районов СК63 отображены на специальных бланковых картах. Территории южнее шестидесятой параллели от Петербурга до Магадана (районы - A, B, E, F, G, H, I, K, M, P, R, T, U, V, X, Y)  имеют разбивку зон по трёхградусной шкале. Северней - 6-градусную (Район - Q), что компенсирует сжатие зоны к северу. В районах, пересекаемых этой параллелью (C, D, J, L, S, W), используются зоны с шириной 6° либо 3°, ширина зон для данного района является постоянной величиной. Каждый район состоит из массива номенклатурных карт масштаба 1:100 000 (самых мелкомасштабных в СК63).
Предположительно СК-63 возникла со специальными искажениями относительно СК-42 в разных регионах по разным параметрам с целью дополнительной секретности. Система координат 1963 года была выстроена блоками, охватывая все пространство страны. Блоки создавались с применением пересчета из СК-42 с угловыми и линейными искажениями по сетки координат для каждой зоны, территория зоны ограничивалась площадью в 5000 кв. Система создавалась без использования картографической проекции Гаусса — Крюгера и со всеми погрешностями СК-42..
Сетка плоских прямоугольных координат в СК-63 строится на основании параметров: долгота центрального меридиана зоны (не соответствует 6-градусной зоне проекции Гаусса — Крюгера), смещение по ординате, смещение по абсциссе (т.н. левая прямоугольная система координат). Для каждого из районов СК-63 эти параметры различны. Параметры СК-63 - долгота центрального меридиана, смещение по ординате (False Easting), смещение по абсциссе (False Northing), сдвиг по широте горизонтальной рамки номенклатурной карты являются закрытой информацией со статусом "секретно".
СК-63 была отменена Постановлением ЦК КПСС и СМ СССР от 25 марта 1987. Но в связи с наличием больших архивных фондов СК-63 ещё долгое время продолжает использоваться.
| Район | Регион | Количество зон   |
| ----- | ------ | ---------------- |
| С     |        | 6                |
| D     |        | 8                |
| E     |        | 5                |
| F     |        | 3                |
| G     |        | 9                |
| J     |        |                  |
| К     |        | 9                |
| I     |        | 6                |
| L     |        | 6 (6-градусные)  |
| M     |        | 4                |
| P     |        | 4                |
| Q     |        | 5 (6-градусные)  |
| R     |        | 3                |
| S     |        | 13 (6-градусные) |
| T     |        | 4                |
| V     |        | 6                |
| W     |        | 4 (6-градусные)  |
| X     |        | 6                |

### Система Координат 1995 (гибридная)
Результаты уравнивания Государственной геодезической сети 1991 года показали, что дальнейшее использование СК-42 не может обеспечивать возрастающее требования к точности решению геодезических задач. Необходима новая геодезическая сеть с высокой и практически однородной точностью координат на всей территории страны. Решение этой задачи оказалось возможным с использованием всего комплекса имеющихся в то время высокоточных геодезических данных. Для повышения достоверности результатов общего уравнивания АГС 1991 года и точности взаимного положения пунктов ГГС на больших расстояниях было принято решение о совместном уравнивании 164000 пунктов АГС и всех имеющихся на тот момент высокоточных спутниковых данных. Эти данные включали 26 пунктов Космической геодезической сети (КГС), 134 пункта Доплеровской геодезической сети (ДГС) и 35 пунктов гравиметрической сети (ГС). Путем совместного уравнивания трех самостоятельных, но связанных между собой, геодезических построений различных классов точности в 1995 году была получена первая гибридная система координат СК-95.
В её основе использовались различные принципы, методы измерений, результаты и точность. В совместном уравнивании АГС представлена в виде пространственного построения. Высоты пунктов АГС относительно референц-эллипсоида Красовского определены как сумма их нормальных высот и высот квазигеоида, полученных из астрономо-гравиметрического нивелирования. В процессе нескольких приближений совместного уравнивания высоты квазигеоида для территории отдаленных восточных регионов дополнительно уточнялись с учётом результатов уравнивания. С целью контроля геоцентричности системы координат в совместное уравнивание включены независимо определённые геоцентрические радиус-векторы 35 пунктов КГС и ДГС, удаленных один от другого на расстояния около 1000 км, для которых высоты квазигеоида над общим земным эллипсоидом получены гравиметрическим методом, а нормальные высоты — из нивелирования.
Отсчётной поверхностью в системе координат 1995 года, так же как и в СК-42,  является  эллипсоид  Красовского.  Оси  системы  координат  СК-95  установлены  под  условием  параллельности  осям  общеземной  системы координат ПЗ-90.. Введена с 1 июля 2002 года согласно Постановлению Правительства РФ от 28 июля 2000 года № 568, что позволило минимизировать расхождения координат точек в СК-42 и СК-95 таким образом, что оказалось возможным полностью сохранить изданные ранее топографические карты масштаба 1:10 000 на территорию Европейской части России, Средней Азии и юга Сибири. В начале 2010-х годах широкое распространение получают картографические интернет-сервисы, использующие глобальную систему координат — WGS 84. Бумажные карты становятся неактуальными.
В середине 2000-х систему координат поддерживали 72 пункта Фундаментальной астрономо-геодезической сети (ФАГС) и Высокоточной геодезической сети (ВГС), в том числе на территории Республики Беларусь 1 пункт ФАГС и 9 пунктов ВГС. Система надёжно связана с мировой геоцентрической системой ITRF (International Terrestrial Reference Frame), что обеспечивает возможность её дальнейшей модернизации.
Несмотря на то, что координаты пунктов Государственной геодезической сети в СК-95 однородны по точности, к концу 2000-х система уже не могла обеспечить необходимую точность. Исполнители геодезических работ, выполнив спутниковые геодезические измерения, вынуждены были искажать полученные данные более, чем на порядок, переходя к государственной системе координат. Так, точность геоцентрических координат пунктов ГГС, закрепляющих систему координат СК–95, не может быть выше точности геоцентрических координат пунктов космической геодезической сети (КГС) в ПЗ–90. СКП отнесения системы координат ПЗ–90 к центру масс Земли составляет 1–2 м. Точность геоцентрических координат пунктов КГС, закрепляющих систему координат ПЗ–90, составляет порядка 2 м. Также сказалось отсутствие реальных исходных пунктов, координаты которых определены как в системе координат WGS–84 (или ITRF), так и в системе координат СК–95 (эллипсоид Красовского), что является главной проблемой некорректности определения координат в СК–95 по данным GPS-измерений.
К моменту готовности системы в стране уже действовала ПЗ-90, основанная на данных космической системы координат, начала внедряться WGS-84, СК-95 устарела и широкого практического распространения не получила. Система координат СК–95 и существующая сеть ГГС, в качестве исходной геодезической основы, созданная, главным образом, традиционными методами геодезии, не смогли в полной мере обеспечить возможности для реализации всего потенциала современных спутниковых методов.
В 2016 году система была фактически отменена и заменена ГСК-2011, основанной на международном эллипсоиде, идентичном ПЗ-90 и WGS 84. СК-95 позволила безболезненно перевести ФАГС с эллипсоида Красовского на международный эллипсоид (ITRF (International Terrestrial Reference Frame)), провести цифровизацию картографической и геодезической отрасли, заменить классические методы на радиоэлектронные, внедрить международные нормы в сфере навигации транспорта.

### Местные Системы Координат МСК-СРФ
Местной системой координат называется система плоских прямоугольных координат в проекции Гаусса-Крюгера с местной координатной сеткой. Местные системы создавались в государственной геодезической системе координат в проекции Гаусса-Крюгера. Система отсчета МСК-СРФ также как и все советские общегосударственные геодезические систем координат основаны на эллипсоиде им. Ф. Н. Красовского. Осевыми меридианами шестиградусных зон являлись: 21, 27, 33, …, 177°. Началом координат в каждой зоне — точка пересечения осевого меридиана с экватором; значение ординаты на осевом меридиане принималась равным 500 км.
В соответствии с Постановлением Правительства РФ от 3 марта 2007 г. No 139 «Об утверждении Правил установления местных систем координат» под местной системой координат понимается условная система координат, устанавливаемая на ограниченной территории, не превышающей территорию субъекта Российской Федерации. Устанавливаются для проведения геодезических и топографических работ при инженерных изысканиях, строительстве и эксплуатации зданий и сооружений, межевании земель, ведении кадастров и других работ.
За основу каждой МСК принят тот блок системы СК-63, который покрывает всю территорию субъекта Российской Федерации или большую её часть. При выборе исходных блоков СК-63 предпочтение отдавалось блокам с трех градусными зонами. Если территорию субъекта Российской Федерации не покрывал ни один блок с трех градусными зонами, то за исходный принимался блок с шести градусными зонами. Блоки с шести градусными зонами являются исходными, в основном, для северных территорий России. Каждая местная система координат субъекта Российской Федерации имеет название «Местная система координат СРФ» (МСК-СРФ), где СРФ — код субъекта Российской Федерации. В МСК субъектов Российской Федерации применяется Балтийская система высот. На территорию каждого субъекта Российской Федерации, кроме Москвы и Санкт-Петербурга, составлены каталоги координат и высот геодезических пунктов в МСК и списки координат на каждый административный район.
Исходными данными для составления каталогов стали изданные каталоги координат пунктов государственной геодезической сети I—V классов в системе СК-42. Если на территорию субъекта Российской Федерации приходится две или более зон проекции Гаусса, то в каталогах списки координат и высот сгруппированы по зонам. Для каждой зоны составлена отдельная книга. В каждой книге кроме основного списка приведены списки координат и высот на полосы перекрытия с соседними зонами. Полоса перекрытия составляет 30’. Каталоги координат МСК-СРФ являются производными от каталогов координат пунктов ГГС, то есть точность и плотность геодезических пунктов в МСК-СРФ являются такими же, как в ГГС.
На каждый субъект Российской Федерации (республика, край или область) создавалась собственная местная система координат, надежно связанная с государственной системой СК-42 с помощью параметров (ключей) перехода, в качестве которых служат:
— долгота осевого меридиана первой координатной зоны LI;
— ширина координатной зоны ΔL;
— плоские прямоугольные координаты условного начала.
Долгота осевого меридиана вычисляется по формуле:
{\displaystyle L_{n}=L_{I}+\Delta L_{X}(n-1).} ,
где n — номер координатной зоны.
Для вычисления плоских прямоугольных координат в МСК-СРФ применялись формулы параметры проекции Гаусса для вычисления плоских координат в МСК. К ним относятся сдвиги МСК по осям абсцисс (X), ординат (Y), масштабный коэффициент на принятом осевом меридиане и значение долготы осевого меридиана, обеспечивающие пересчет координат с ошибкой не более 1 мм при удалениях от осевого меридиана до 9 градусов.
То есть МСК-СРФ — это формулы проекции Гаусса (параметры перехода к установленным на территорию субъекта Российской Федерации системы координат), с использованием которых геодезические координаты ГГС перевычисляются в МСК-СРФ, результатом которых являются преобразованные (приведенные) координаты. Пересчет производился только для пунктов низших классов (триангуляции III и IV классов, полигонометрии 1 и 2 разрядов), для сетей сгущения. Параметры преобразований, так называемые «ключи перехода», от ГГС к МСК, содержали семь величин: сдвиги по осям X,Y,Z (Δx, Δу, Δz), углы вращения вокруг осей X,Y,Z (Wx, Wy, Wz) и масштабный коэффициент.
Зоны выделялись в соответствии с накопленной практикой и по данным в системе СК-63, долгота осевого меридиана первой зоны МСК-СРФ в большинстве (но не во всех) случаев совмещена с долготой осевого меридиана — территории ряда субъектов Российской Федерации были произвольно разделены в ней на несколько блоков (районов или зон). Такая система устанавливалась на отдельные участки местности площадью до 5000 км². Каждая зона имела перечень номенклатурных номеров всех листов карт в масштабе 1:100000, на которых формируется МСК, общую площадь ею охватываемой местности, параметры перехода от общегосударственной СК-95 к МСК, также в количестве семи параметров и среднеквадратичные погрешности преобразования плановых координат и СКП высотных отметок.
| МСК-СРФ           | Регион                                   | Количество зон                                        |
| ----------------- | ---------------------------------------- | ----------------------------------------------------- |
| 01                | Республика Адыгея (Адыгея)               | 2                                                     |
| 02                | Республика Башкортостан                  | 2                                                     |
| 03                | Республика Бурятия                       | 7                                                     |
| 04                | Республика Алтай                         | 2                                                     |
| 05                | Республика Дагестан                      | 1                                                     |
| 06                | Республика Ингушетия                     | 1                                                     |
| 07                | Кабардино-Балкарская Республика          | 1                                                     |
| 08                | Республика Калмыкия                      | 3                                                     |
| 09                | Карачаево-Черкесская Республика          | 1                                                     |
| 10                | Республика Карелия                       | 2 (6 -градусные)                                      |
| 11                | Республика Коми                          | 9                                                     |
| 12                | Республика Марий Эл                      | 2                                                     |
| 13                | Республика Мордовия                      | 2                                                     |
| 14                | Республика Саха (Якутия)                 | 9 (6 -градусные)                                      |
| 15                | Республика Северная Осетия - Алания      | 1                                                     |
| 16                | Республика Татарстан (Татарстан)         | 3                                                     |
| 18                | Удмуртская Республика                    | 2                                                     |
| 20                | Чеченская Республика                     | 2                                                     |
| 21                | Чувашская Республика - Чувашия           | 2                                                     |
| 22                | Алтайский край                           | 3                                                     |
| 23                | Краснодарский край                       | 2                                                     |
| 24                | Красноярский край                        | 9 (6 -градусные)                                      |
| 164-169           | Красноярский край                        | 5                                                     |
| Мск г. Красноярск | Красноярский край                        | городская (смычка СК-32 и Ск-35)                      |
| 25                | Приморский край                          | 4                                                     |
| 26                | Ставропольский край                      | 2                                                     |
| 27                | Хабаровский край                         | 6                                                     |
| 28                | Амурская область                         | 5                                                     |
| 29                | Архангельская область                    | 5 (6 -градусные)                                      |
| 30                | Астраханская область                     | 2                                                     |
| 31                | Белгородская область                     | 2                                                     |
| 32                | Брянская область                         | 2                                                     |
| 33                | Владимирская область                     | 3 (от ск-63) и 1 (от ск-95)                           |
| 34                | Волгоградская область                    | 2                                                     |
| 35                | Вологодская область                      | 5                                                     |
| 36                | Воронежская область                      | 2                                                     |
| 37                | Ивановская область                       | 2                                                     |
| 38                | Иркутская область                        | 8                                                     |
| 39                | Калининградская область                  | 1                                                     |
| 40                | Калужская область                        | 1                                                     |
| 41                | Камчатский край                          | 3 (6 -градусные)                                      |
| 42                | Кемеровская область                      | 2                                                     |
| 43                | Кировская область                        | 3                                                     |
| 44                | Костромская область                      | 3                                                     |
| 45                | Курганская область                       | 3                                                     |
| 46                | Курская область                          | 2                                                     |
| 47                | Ленинградская область                    | 3                                                     |
| МСК - 1964        | Санкт-Петербург                          | Городская                                             |
| 48                | Липецкая область                         | 2                                                     |
| 49                | Магаданская область                      | 4 (6 -градусные)                                      |
| МСК-МГГТ          | Москва                                   | Городская (Эллипсоид Бесселя)                         |
| 50                | Московская область                       | 2                                                     |
| 51                | Мурманская область                       | 2 (6 -градусные)                                      |
| 52                | Нижегородская область                    | 3                                                     |
| 53                | Новгородская область                     | 3                                                     |
| 54                | Новосибирская область                    | 4                                                     |
| 55                | Омская область                           | 2                                                     |
| 56                | Оренбургская область                     | 4                                                     |
| 57                | Орловская область                        | 3                                                     |
| 58                | Пензенская область                       | 2                                                     |
| 59                | Пермский край                            | 3                                                     |
| 60                | Псковская область                        | 3                                                     |
| 61                | Ростовская область                       | 3                                                     |
| 62                | Рязанская область                        | 3                                                     |
| 63                | Самарская область                        | 2                                                     |
| 64                | Саратовская область                      | 3                                                     |
| 65                | Сахалинская область                      | 1                                                     |
| 66                | Свердловская область                     | 2 (6 -градусные) и 3                                  |
| 67                | Смоленская область                       | 3                                                     |
| 68                | Тамбовская область                       | 3                                                     |
| 69                | Тверская область                         | 3                                                     |
| 70                | Томская область                          | 6                                                     |
| 71                | Тульская область                         | 2 (от ск-63) и 1 (от ск-95)                           |
| 72                | Тюменская область                        | 6 (1,5 - градусных)3 (6 - градусных) и 5              |
| 73                | Ульяновская область                      | 2                                                     |
| 74                | Челябинская область                      | 3                                                     |
| 75                | Забайкальский край                       | 5                                                     |
| 76                | Ярославская область                      | 2                                                     |
| 83                | Ненецкий автономный округ                | 6 (6 - градусных)                                     |
| 86                | Ханты-Мансийский автономный округ - Югра | (входит в состав тюменской области) 5 (6 - градусных) |
| 87                | Чукотский автономный округ               | 8 (6 - градусных)                                     |
| 89                | Ямало-Ненецкий автономный округ          | (входит в состав тюменской области) н/д               |
| 79                | Еврейская автономная область             | н/д                                                   |
| 17                | Республика Тыва                          | н/д                                                   |
| 19                | Республика Хакасия                       | н/д                                                   |
| 91                | Республика Крым                          | н/д                                                   |
| 92                | Севастополь                              | н/д                                                   |

С 2017 г в целях установления местной системы координат (в рамках 1 субъекта РФ) заказчик направляет в органы, технический отчет, в котором указываются следующие сведения:
а) наименование местной системы координат и цели её установления;
б) отображенные на государственных топографических картах границы территории, в отношении которой устанавливается местная система координат;
в) использованные исходные данные;
г) параметры перехода;
д) методы определения координат исходных пунктов в местной системе координат.
При этом начало отсчета координат, направления осей координат местной системы координат не должны совпадать с началом отсчета координат, направлениями осей координат государственной системы координат.

#### Критика
Уже на момент создания МСК-СРФ было нарушено обязательное требование — обеспечение жёстких связей (ключей перехода) от местной системы координат к действующей государственной системе координат (СК-95). Параметры перехода (ключи) от местных систем координат к государственной системе координат и каталоги (списки) координат геодезических пунктов в МСК по-прежнему были образованы на основе каталогов координат пунктов государственной геодезической сети I—IV классов в системе СК-42. Взаимное положение пунктов ГГС в системах СК-42, СК-63 и МСК-СРФ характеризуется относительной погрешностью 1/40 000—1/150 000 в зависимости от класса пунктов и региона. Взаимное положение пунктов ГГС в системе СК-95 характеризуется относительной погрешностью 1/300 000 для любого региона Российской Федерации. Используя современные ГНСС приёмники, можно достичь относительных погрешностей измерений порядка 1/500 000—1/1 000 000.
Точность созданной наземными методами опорной сети ниже точности вновь создаваемой спутниковой сети. Другими словами, для получения координат пунктов сети GPS, имеющей сантиметровую и миллиметровую внутреннюю точность, приходится использовать исходные пункты, координаты которых содержат дециметровые ошибки.
Отклонения в координатах исходных пунктов в МСК-СРФ (пересчитанные и уравненные ГГС) достигают от 0.010 м до 0.400 м, а отдельные предельные значения СКП доходят до двух метров. В среднем исходные данные (координаты) отличаются на 0.550 м при расстояния межу пунктами около 1,5—2 км, что не всегда отвечает инструкциям. Так, в соответствии с инструкцией ГКИНП 02-033-82, введённой в действие с 1 января 1983 года, относительная погрешность ходов 4 класса (с пониженной точностью) 1 и 2 разряда устанавливалась как 1:25 000, 1:10 000 и 1:5 000 при расстоянии между пунктами 1,5—2,5 км.
Преобразованные (приведённые) координаты представляют собой координаты с положительной абсциссой и положительной ординатой. Для положительной ординаты было введено "искусственное смещение" в 500 км (ширина зоны на экваторе составляет около 670 км). Также перед каждой приведённой ординатой ставится номер зоны, "де-факто" являющийся также математическим смещением. Дальнейшее преобразование невозможно.

#### Правовой аспект
Постановлением правительства РФ от 24 ноября 2016 года за номером 1240 использование СК-95 и СК-42 допускается до 1 января 2021 г. Взамен вводится система ГСК-2011, основанная на ПЗ-90 (являющаяся датумом общеземного эллипсоида ITRF). Таким образом, на территории России будут действовать два эллипсоида: Красовского и Международный.
На конец 2019 года правовой статус МСК-СРФ (основанных на эллипсоиде Красовского) неясен и остается на усмотрение региональных властей и организаций, выполняющих геодезические работы.

## Параметры референц-эллипсоида им. Красовского
| Малая полуось (полярный радиус)                                | 6356863 м       |
| Большая полуось (экваториальный радиус)                        | 6378245 м       |
| Средний радиус Земли, принимаемой за шар                       | 6371110 м       |
| Полярное сжатие (отношение разницы полуосей к большой полуоси) | 1/298,3         |
| Площадь поверхности Земли                                      | 510 083 058 км² |
| Длина меридиана                                                | 40 008 550 м    |
| Длина экватора                                                 | 40 075 696 м    |
| Длина дуги 1° по меридиану на широте 0°                        | 110,6 км        |
| Длина дуги 1° по меридиану на широте 45°                       | 111,1 км        |
| Длина дуги 1° по меридиану на широте 90°                       | 111,7 км        |

В настоящее время параметры земного эллипсоида существенно уточнены по сравнению с референц-эллипсоидом Красовского.